# Zemmbach
Zemmbach er en 29 km lang biflod til Ziller i den østrigske delstat Tyrol. Zemmbach udspringer i Zillertal Alpernes gletsjere ved bjerget Zsigmondyspitze. Den afvander Zemmgrund, der er en sidedal til Zillertal og udmunder i Ziller i Mayerhofen.
Kort før udmundingen i Ziller løber den 18 km lange Tuxbach ud i Zemmbach.
47°10′06″N 11°51′33″Ø / 47.1683°N 11.8592°Ø